# II. Nakamura Sidó
II. Nakamura Sidó (二代目 中村 獅童; Hepburn: Nidaime Nakamura Shidō; születési nevén Ogava Mikihiro; 1972. szeptember 14.) japán kabuki- és filmszínész. Számos japán drámasorozat sztárja, de nemzetközi produkciókban is szerepelt, például Clint Eastwood Levelek Ivo Dzsimáról című filmjében és Jet Li Félelem nélkül című filmjében.

## Élete
Híres kabukicsaládba született, édesapja, I. Nakamura Sidó, illetve nagyapja is kabukiszínész volt, de szinte az összes közeli rokona ezzel foglalkozik. Kilencévesen kezdte a színészi szakmát, de a húszas évei közepéig nem kapott jelentősebb szerepeket, családja hírneve ellenére sem. 2002-ben így a filmezés felé fordult, a Ping Pong című mangafeldogozásban egy kopaszra nyírt asztalitenisz-fenegyereket alakított, s a szerep elindította filmes karrierjét és számos díjat is hozott a színésznek. Ezután egy neurózisban szenvedő férjet alakított a Ima, ai ni jukimaszu című romantikus drámában. Nem sokkal a forgatás befejezése után feleségül vette filmbeli kedvesét, Takeucsi Júkót, 2008-ban azonban elváltak; egy fiuk született. 2006-ban a Félelem nélkül című kínai filmben Jet Li ellenfelét játszotta.
Filmes sikerei miatt számos kabukiszerepet is kapott és mára az egyik legígéretesebb kabukiszínészként tartják számon Japánban.